# Juju (logiciel)
Pour les articles homonymes, voir Juju (homonymie).
Juju (anciennement Ensemble) est un gestionnaire de paquet pour le cloud computing développé par la compagnie Canonical Ltd. et offre un service d'orchestration. C'est un logiciel libre hébergé sur Launchpad  distribué sous la licence Affero General Public License (AGPL).
Juju se concentre sur la notion de service, il abstrait la notion de machine ou de serveur et définit les relations entre les services qui se configurent automatiquement en fonction des liens créés. Ceci permet aux services d'agrandir ou de diminuer d'échelle à l'aide d'une seule commande. Par exemple, un service Internet est décrit dans un charme. Juju établit une relation avec un logiciel de distribution de la charge pour grandir en capacité horizontalement. Avec seulement une seule commande juju "add-unit", sans avoir à se soucier de comment l'on configure notre service de distribution de la charge pour qu'il communique avec une nouvelle instance de notre service: le charme et ses relations sensibles au changement s'occupent de la configuration.
Un charme juju peut être écrit avec n'importe quel langage dynamique.